# Karl Seidel (Mediziner)
Karl Seidel (* 18. Dezember 1930 in Nürnberg) ist ein deutscher Psychiater, Psychotherapeut und Neurologe sowie ehemaliger Funktionär der SED in der DDR.

## Leben
Der Sohn eines kaufmännischen Angestellten wuchs bei seinem Stiefvater auf, der ebenfalls Arzt war, und besuchte zwischen 1937 und 1949 die Volks- sowie die Oberschule. Noch während des Schulbesuchs wurde er 1947 Mitglied der SED und war zwischen 1949 und 1950 Vorstudienkrankenpfleger, ehe er zwischen 1950 und 1956 Medizin an der Universität Leipzig studierte. 1956 erfolgte dort seine Promotion zum Dr. med. mit einer Dissertation zum Thema Das Bronchuskarzinom. Anschließend wurde er zunächst Assistenzarzt, ehe er zwischen Januar 1961 und August 1963 Oberarzt sowie Leiter der Abteilung für Neurologie der Neurologisch-Psychiatrischen Klinik der Karl-Marx-Universität Leipzig war. 1963 wechselte er als Erster Oberarzt an die Medizinische Akademie Dresden und schloss dort 1967 seine Habilitation mit einer Habilitationsschrift zum Thema Der Suicid im höheren Lebensalter unter sozialpsychiatrischem Aspekt ab.
Im Anschluss wurde er 1968 auch zum Dozenten für Psychiatrie und Neurologie an die Medizinische Akademie Dresden berufen, an der er zugleich kommissarischer Prorektor für Studienangelegenheiten war. 1971 erfolgte seine Ernennung zum Direktor der Nervenklinik der Charité, an der er bis 1978 Nachfolger von Karl Leonhard war. Dabei trat er wenig als Kliniker oder Wissenschaftler in Erscheinung, nutzte jedoch geschickt seine politischen Verbindungen, um eine weitere Modernisierung der Nervenklinik zu bewirken. Seidel trat für eine moderne Psychiatrie in der DDR ein, er regte den Aufbau einer Zentralklinik für Neurologie und Psychiatrie in Berlin an, und eine Zusammenarbeit deren Suchtklinik mit der WHO. Weiterhin sprach er sich öffentlich für eine Offenlegung der Suizidzahlen in der DDR aus und für eine Einbeziehung psychoanalytischer Theorien in die Psychotherapie in der DDR. Auch eine Reformierung des Medizinstudiums erfolgte unter seiner Leitung. Es entstand die erste Abteilung für Computertomographie innerhalb der Neurologie in der DDR. Daneben nahm er den Ruf auf eine Professur für Psychiatrie und Neurologie an der Humboldt-Universität zu Berlin an und wurde außerdem 1974 mit dem Vaterländischen Verdienstorden (VVO) in Gold geehrt sowie 1977 ordentliches Mitglied der Akademie der Wissenschaften der DDR. 1978 wurde Karl Seidel zudem der Nationalpreis der DDR verliehen.
Nach Beendigung seiner Tätigkeit an der Charité wurde er 1978 erst stellvertretender Leiter und dann 1981 als Nachfolger von Werner Hering Leiter der Abteilung Gesundheitspolitik des ZK der SED und behielt diese Funktion bis zur Auflösung der SED 1989. In dieser Funktion war er neben Gesundheitsminister Ludwig Mecklinger, dessen Stellvertreter Ulrich Schneidewind und Alexander Schalck-Golodkowski, dem Leiter des geheimen Bereichs für Kommerzielle Koordinierung im Ministerium für Außenhandel, dafür mitverantwortlich, dass westliche Pharmaunternehmen, vor allem bundesdeutsche, Arzneimittel in Kliniken der damaligen DDR nach den üblichen internationalen Regularien testeten. Seidel, der 1980 darüber hinaus Mitglied des Rates für Medizinische Forschungen wurde, war von 1986 bis Dezember 1989 auch Mitglied des ZK der SED.
Nach dem Ende der DDR ließ er sich als Neurologe und Psychiater in Berlin nieder, wo er auch heute noch lebt.

## Veröffentlichungen
- mit Volker Papperitz: Das Entmündigtenproblem unter sozialpsychiatrischem Aspekt (= Medizinisch-juristische Grenzfragen. 12, ISSN 0461-6537). Fischer, Jena 1972.
- mit Heinz A. F. Schulze: Dringliche Indikationen bei neurologischen und psychiatrischen Erkrankungen. Hirzel, Leipzig 1976, (Später als: Diagnostische und therapeutische Indikationen in der Nervenheilkunde. ebenda 1983).
- mit Heinz A. F. Schulze, Gerhard Göllnitz, Hans Szewczyk: Neurologie und Psychiatrie einschließlich Kinderneuropsychiatrie und Gerichtliche Psychiatrie. Studentenlehrbuch. Verlag Volk und Gesundheit, Berlin 1977, (4. Auflage. ebenda 1988, ISBN 3-333-00121-7).
- als Herausgeber mit Hans Szewczyk: Psychopathologie. Aspekte einer Neubesinnung. Deutscher Verlag der Wissenschaften, Berlin 1978
- mit Gerhard Schott: Psychopharmakotherapie. Verlag Volk und Gesundheit, Berlin 1982.
- mit Jochen Neumann, Jörn Uwe Grünes: Leitfaden der psychiatrischen Untersuchung. Thieme, Leipzig 1986.
- als Herausgeber mit Klaus-Jürgen Neumärker, Heinz A. F. Schulze: Zur Klassifikation endogener Psychosen (= Psychiatrie, Neurologie und medizinische Psychologie. Beiheft. 33). Hirzel, Leipzig u. a. 1986, ISBN 3-7401-0070-2.